# 尼克·诺尔蒂
尼克·诺尔蒂（英語：Nick Nolte，1941年2月8日—），美國演員及監製。
诺尔蒂生于内布拉斯加州。年轻时由于善打美式足球而被选入校队，进入大学后因沉迷打球，曾先后换了五所学校，更因为伪造证件罪被获刑3年。23岁时经友人引荐进入剧院表演，1976年以迷你影集《悲欢岁月》（Rich Man, Poor Man）崭露头角，之后片约不断，所饰角色多为性格彪悍之人。1982年出演《四十八小时》而出名；1992年以《潮浪王子》一片获金球奖並入围奥斯卡男主角奖。

## 主要作品
- 《悲歡歲月》（Rich Man, Poor Man）
- 《深深深》（The Deep）
- 《變形俠醫》（The Hulk）
- 《细细的红线》（Thin Red Line）
- 《奇幻精靈事件簿》（The Spiderwick Chronicles）
- 《野草》（Weeds（英语：Weeds (film)））
- 《48小时》（48 Hours）
- 《潮浪王子》（Prince of Tides）
- (Lorenzo's Oil)
- 《男人最痛》（Affliction（英语：Affliction (film)））
- 《深夜加油站遇見蘇格拉底》（Way of the Peaceful Warrior）
- 《巴黎，我爱你》（Paris, je t'aime）
- 《盧安達飯店》（Hotel Rwanda）
- 《勇者無敵》（Warrior ）
- 《偷天派克》（Parker）
- 《別跟山過不去》（A Walk in the Woods）
- 《開麥拉驚魂》（Tropic Thunder）
- 《去死吧，我的爱》（Die, My Love）